# Nils Silfverskiöld
Nils Otto Silfverskiöld (Göteborg, 3 gennaio 1888 – Stoccolma, 18 agosto 1957) è stato un ginnasta svedese.

## Palmarès

### Olimpiadi
- 1 medaglia:
  - 1 oro (Stoccolma 1912 nel concorso svedese a squadre)